# Phorocera immaculata
Phorocera immaculata là một loài ruồi trong họ Tachinidae.